# Luiz Gê
Luiz Geraldo Ferrari Martins (São Paulo, 1951), conhecido como Luiz Gê, é um ilustrador brasileiro.

## Carreira
Formou-se em arquitetura na Universidade de São Paulo em 1977. Em 1987 foi fazer pós-graduação no Royal College of Art, em Londres.  Atualmente, Luiz Gê é professor de quadrinhos no Curso de Desenho Industrial da Faculdade de Arquitetura e Urbanismo da Universidade Presbiteriana Mackenzie, em São Paulo.

## Produção Gráfica
Foi um dos fundadores da revista Balão (1972-1975), editor de arte da revista Status (1985-1986) e editor da revista Circo (1986-1987). Trabalhou no jornal Folha de S. Paulo, de 1976 a 1984, como chargista editorial. Colaborou ainda com as principais publicações do país, como os jornais O Estado de S. Paulo, Jornal da Tarde, Jornal do Brasil, Jornal da República, O Pasquim, Movimento e as revistas Veja, Visão, Isto É e Placar, entre outras.
Já publicou e expôs na Alemanha, Espanha, França, Portugal, EUA, Itália e Inglaterra. Colaborou também para os LPs Clara Crocodilo e Tubarões Voadores, de Arrigo Barnabé, e foi um dos roteiristas do filme Cidade Oculta, de Chico Botelho.
Publicou os seguintes livros: Macambúzios e Sorumbáticos, Editora T. A. Queiroz, 1981; Quadrinhos em Fúria, Editora Circo, 1984; O Mal dos Séculos, Editora Melhoramentos, 1987; Território de Bravos, Editora 34, 1993, Avenida Paulista, Quadrinhos na Cia., 2012; Ah , como era boa a ditadura..., Quadrinhos na Cia., 2015 e Fronteira Híbrida, MMarte Produções, 2022.

## Premiações
Ganhou o Prêmio Casa de las Américas, na Segunda Bienal Internacional de Humor em Cuba, em 1981; o Prêmio de Melhor Desenhista e Produção Gráfica de 1991, do Troféu HQ Mix; e o Prêmio Angelo Agostini como Mestre do Quadrinho Nacional, concedido em 2005 pela Associação dos Quadrinhistas e Caricaturistas do Estado de São Paulo (AQC - ESP).